# دانگفنگ ننگدی
دانگفنگ ننگدی (انگلیسی: Dongfeng Nengdi) شرکت خودروسازی چینی است، که در سال ۱۹۹۶ تأسیس شد.